# Beaugeay
Beaugeay is een gemeente in het Franse departement Charente-Maritime (regio Nouvelle-Aquitaine) en telt 483 inwoners (2005). De plaats maakt deel uit van het arrondissement Rochefort.

## Geografie
De oppervlakte van Beaugeay bedraagt 14,6 km², de bevolkingsdichtheid is 33,1 inwoners per km².
De onderstaande kaart toont de ligging van Beaugeay met de belangrijkste infrastructuur en aangrenzende gemeenten.

## Demografie
Onderstaande figuur toont het verloop van het inwonertal (bron: INSEE-tellingen).